# BRD Bucharest Open 2019
BRD Bucharest Open 2019 byl profesionální tenisový turnaj ženského okruhu WTA Tour, který se odehrával na otevřených antukových dvorcích městského areálu Arenele BNR. Probíhal mezi 15. až 21. červencem 2019 v rumunské metropoli Bukurešti jako šestý ročník turnaje.
Turnaj s rozpočtem 250 000 dolarů patřil do kategorie WTA International. Nejvýše nasazenou hráčkou ve dvouhře se stala světová dvanáctka a obhájkyně trofeje Anastasija Sevastovová z Lotyšska, kterou ve druhém kole vyřadila pozdější finalistka Patricia Maria Țigová. Jako poslední přímá účastnice do dvouhry nastoupila 151. tenistka žebříčku Ukrajinka Anhelina Kalininová.
Premiérový titul na okruhu WTA Tour vybojovala ve dvouhře 20letá Jelena Rybakinová reprezentující Kazachstán.  Deblovou soutěž vyhrál slovensko-český pár Viktória Kužmová a Kristýna Plíšková, jehož členky získaly první společnou trofej.

## Distribuce bodů a finančních odměn

### Distribuce bodů
| Soutěž  | vítězky | finalistky | semifinalistky | čtvrtfinalistky | 16 v kole | 32 v kole | Q  | Q3 | Q2 | Q1 |
| ------- | ------- | ---------- | -------------- | --------------- | --------- | --------- | -- | -- | -- | -- |
| dvouhra | 280     | 180        | 110            | 60              | 30        | 1         | 18 | 14 | 10 | 1  |
| čtyřhra | 280     | 180        | 110            | 60              | 1         | —         | —  | —  | —  | —  |

### Finanční odměny
| Soutěž  | vítězky  | finalistky | semifinalistky | čtvrtfinalistky | 16 v kole | 32 v kole | Q3      | Q2    | Q1    |
| ------- | -------- | ---------- | -------------- | --------------- | --------- | --------- | ------- | ----- | ----- |
| dvouhra | 43 000 $ | 21 400 $   | 11 300 $       | 5 900 $         | 3 310 $   | 1 925 $   | 1 005 $ | 730 $ | 530 $ |
| čtyřhra | 12 300 $ | 6 040 $    | 3 435 $        | 1 820 $         | 960 $     | —         | —       | —     | —     |

## Ženská dvouhra

### Nasazení
| Stát                            | Hráčka                 | WTA | Nasazení |
| ------------------------------- | ---------------------- | --- | -------- |
| Lotyšsko                        | Anastasija Sevastovová | 12. | 1.       |
| Slovensko                       | Viktória Kužmová       | 47. | 2.       |
| Rusko                           | Veronika Kuděrmetovová | 59. | 3.       |
| Slovinsko                       | Tamara Zidanšeková     | 61. | 4.       |
| Rumunsko                        | Sorana Cîrsteaová      | 77. | 5.       |
| Německo                         | Laura Siegemundová     | 82. | 6.       |
| Španělsko                       | Aliona Bolsovová       | 92. | 7.       |
| Česko                           | Kristýna Plíšková      | 94. | 8.       |
| Žebříček WTA k 1. červenci 2019 |                        |     |          |

### Jiné formy účasti
Následující hráčky obdržely divokou kartu do hlavní soutěže:
- Irina Baraová
- Jaqueline Cristianová
- Elena-Gabriela Ruseová

Následující hráčka nastoupila do hlavní soutěže pod žebříčkovou ochranou:
- Bethanie Matteková-Sandsová

Následující hráčky postoupily z kvalifikace:
- Martina Di Giuseppeová
- Jaimee Fourlisová
- Patricia Maria Țigová
- Sü Š'-lin

Následující hráčky postoupily z kvalifikace jako tzv. šťastné poražené:
- Anna Bondárová
- Alexandra Cadanțuová
- Tereza Mrdežová
- Isabella Šinikovová

### Odhlášení
před zahájením turnaje
- Margarita Gasparjanová → nahradila ji  Kaja Juvanová
- Polona Hercogová → nahradila ji  Anna Bondárová
- Ivana Jorovićová → nahradila ji  Isabella Šinikovová
- Kaia Kanepiová → nahradila ji  Aliona Bolsovová
- Bethanie Matteková-Sandsová → nahradila ji  Tereza Mrdežová
- Julia Putincevová → nahradila ji  Barbora Krejčíková
- Anna Karolína Schmiedlová → nahradila ji  Paula Badosová
- Tereza Smitková → nahradila ji  Varvara Flinková
- Sara Sorribesová Tormová → nahradila ji  Jelena Rybakinová
- Alison Van Uytvancková → nahradila ji  Varvara Lepčenková
- Tamara Zidanšeková → nahradila ji  Alexandra Cadanțuová

### Skrečování
- Aliona Bolsovová (poranění pravého hlezna)[1]
- Veronika Kuděrmetovová (poranění pravého hlezna)[1]

## Ženská čtyřhra

### Nasazení
| Stát                                                                           | Hráčka                | Stát     | Hráčka                   | WTA  | Nasazení |
| ------------------------------------------------------------------------------ | --------------------- | -------- | ------------------------ | ---- | -------- |
| Rumunsko                                                                       | Irina-Camelia Beguová | Rumunsko | Ioana Raluca Olaruová    | 80.  | 1.       |
| Srbsko                                                                         | Aleksandra Krunićová  | USA      | Bethanie Mattek-Sandsová | 134. | 2.       |
| Španělsko                                                                      | Lara Arruabarrenová   | Rumunsko | Andreea Mituová          | 145. | 3.       |
| Slovensko                                                                      | Viktória Kužmová      | Česko    | Kristýna Plíšková        | 191. | 4.       |
| Žebříček WTA k 1. červenci 2019; číslo je součtem umístění obou členek dvojice |                       |          |                          |      |          |

### Jiné formy účasti
Následující páry obdržely divokou kartu do hlavní soutěže:
- Irina Baraová /  Patricia Maria Țigová
- Georgia Crăciunová /  Irina Fetecăuová

Následující pár nastoupil z pozice náhradníka:
- Elena Bogdanová /  Alexandra Cadanțuová

### Odhlášení
před zahájením turnaje
- Ivana Jorovićová (poranění pravého lokte)
- Bethanie Matteková-Sandsová (bolest kolena)

v průběhu turnaje
- Aliona Bolsovová (poranění pravého hlezna)
- Patricia Maria Țigová (poranění levého zápěstí)

## Přehled finále

### Ženská dvouhra
- Jelena Rybakinová vs.  Patricia Maria Țigová, 6–2, 6–0

### Ženská čtyřhra
- Viktória Kužmová /  Kristýna Plíšková vs.  Jaqueline Cristianová /  Elena-Gabriela Ruseová, 6–4, 7–6(7–3)